# Conjunt històric de Cadaqués
El Conjunt històric de Cadaqués és el conjunt format pels edificis del centre històric Cadaqués (Alt Empordà), amb elements gòtics i barrocs. És una obra declarada Bé Cultural d'Interès Nacional.

## Descripció
El terme municipal de Cadaqués s'estén a l'extrem de llevant de la península del cap de Creus, punt més oriental de la península ibèrica, en terrenys tallats irregularment pels vessants finals de la serra de Prades, que en arribar al mar, formen una costa molt accidentada, amb petites platges.
Una sèrie d'elements geològics, arquitectònics i ambientals configuren la imatge característica de Cadaqués: la llicorella grisa, les oliveres i les garrigues verdes, les terrasses fetes amb parets seques de gran perfecció que s'enfilen fins a les carenes i, sobretot, les cases blanques. La vila ha esdevingut un centre d'atracció d'artistes i intel·lectuals, que li han donat un prestigi molt alt, sobretot escriptors, pintors i escultors de l'avantguarda del segle xx, dels quals Salvador Dalí és el màxim exponent.
La vila de Cadaqués, ubicada al fons de la badia del mateix nom, està abocada al mar i aïllada de l'interior per la muntanya del Pení i el puig dels Bufadors, que encerclen el territori. Des d'es Baluard, la vila s'obre a banda i banda, formant dues grans corbes sobre la badia, resseguida per la riba. Aquests sectors, a ponent (des de la meitat del Llané Gros) i a llevant (fins a la part posterior de les cases del carrer de Colom) de l'antiga vila queden, junt amb aquesta, també compresos dins l'àmbit del conjunt històric.
El nucli antic, que estigué emmurallat (encara se'n conserva el portal, emblanquinat), ocupa un turó rocós al cim del qual s'alça la característica i blanca església de Santa Maria, i s'estén fins arran de mar, fins a la cala del Llané Gran. Un seguit de carrers i carrerons estrets i costeruts, empedrats amb lloses i còdols de pissarra, i placetes recollides formen el conjunt arquitectònic del nucli antic de Cadaqués.
La delimitació del conjunt històric comença vers el sud, a la cantonada del carrer del Dr. Bartomeus amb el carrer Rec de Palau. Per la banda de mar ressegueix tota línia costanera de la badia de Cadaqués, fins pràcticament arribar a l'Avinguda de Colom. De fet, la delimitació deixa fora els números 1, 3 i 5 d'aquest carrer. A partir de l'últim número, la delimitació gira en sentit nord fins al c/ Paretaires, el qual finalitza en el c/ de ses Oliveres. Des d'aquest es puja pel c/ de la Miranda fins a arribar, a mà esquerra, al final del c/ Hort d'en Sanés. Un cop passat aquest carrer es baixa en direcció al mar pel c/ de sa Tórtora, fins a trobar el c/ Pablo Ruiz Picasso des del que es baixa pel c/ Guillola fins al c/ de les Creus. Des d'aquest es torna a empalmar amb el c/ de sa Tórtora per arribar fins al c/ de Sant Antoni, des del que s'accedeix al c/ Sol de l'Engirol. Posteriorment, mitjançant el c/ Miquel Rosset, el traçat segueix per l'Avinguda Caritat Serinyana fins a l'encreuament amb el c/ Lluís Tassis, des d'on baixa cap al c/ Riera de Sant Vicenç, en direcció al c/ de ses Hortes. De d'aquest s'enllaça amb el c/ Solitari fins a l'encreuament amb el c/ des Colomer, que desemboca al c/ del Dr. Bartomeus. Des d'aquest, el traçat gira a la dreta pel c/ Eugeni D'Ors, posteriorment el c/ Rec de Palau fins a finalitzar la delimitació altre cop al c/ del Dr. Bartomeus. Les platges i cales de la badia de Cadaqués queden fora del perímetre del conjunt
Al marge del conjunt històric pròpiament dit, s'ha delimitat un entorn de protecció que garanteix la conservació de l'equilibri harmònic del conjunt i del paisatge que l'envolta.

## Història
El 1030 es documenta, entre d'altres, el port de Cadaqués. Més endavant, apareix documentat sovint el castell i la vila de Cadaqués i, el 1279, l'església.
Sembla que inicialment Cadaqués fou un condomini del monestir de Sant Pere de Rodes i del comtat d'Empúries. Els seus habitants, pescadors, (a l'inici viurien vora el mar i protegits per es Baluard), gaudien del privilegi dels comtes d'Empúries de formar host o cavalcada només per accions originades al mar o des del mar. Fins al 1403, el seu consell o universitat era l'aplec de tots els veïns a la plaça o a l'església; a partir d'aquesta data, el rei Martí l'Humà ordenà que la vila es regís per dotze prohoms elegits lliurement. Sembla que el lloc de Cadaqués fou escenari de dos episodis recollits a les nostres grans cròniques.
Al segle xv, a la guerra contra Joan II la vila fou lliurada a les tropes reials i després recuperada per la Generalitat. Durant els segles xiv i xv, i especialment durant el segle xvi, Cadaqués sofrí repetides vegades l'atac dels corsaris (el 1444, l'arxiu de la vila fou cremat i, el 1543, l'església i tota la vila); per protegir-se de la pirateria, es construïren torres de defensa. El 1655, al final de la Guerra dels Segadors, Cadaqués es rendí als francesos.
El segle xviii, l'economia fou molt pròspera (vinya, aiguardent, corall) amb la llibertat del comerç amb Amèrica i certa pràctica del contraband. El segle xix fou d'esplendor de la navegació: Cadaqués tingué un paper important a la marina catalana del vuicents. Fins al segle xix, en què es construí l'actual carretera de Roses a Cadaqués, només s'hi podia accedir per camins de muntanya o per mar.